# أدريان باز فيلازكيز
أدريان باز فيلازكيز (بالإسبانية: Adrián Paz Velázquez) هو منافس ألعاب قوى مكسيكي، ولد في 1964.